# Parels voor de zwijnen
Parels voor de zwijnen is het eerste album van de Nederlandse rapgroep De Jeugd van Tegenwoordig. Op 23 augustus 2005 behaalde De Jeugd van Tegenwoordig een primeur met het nummer Voorjekijkendoorlopen door als eerste Nederlandse band een nummer als ringtone uit te brengen voordat het als single gepresenteerd werd. Het nummer bleef in de Tipparade steken.

## Tracklist
Het album bestaat uit 20 nummers waarvan 5 nummers een kort verhaaltje zijn.
| Nr. | Titel                                       | Lengte | Gastartiest(en) |
| --- | ------------------------------------------- | ------ | --------------- |
| 1   | Happen Naar de Baas                         | 3:09   |                 |
| 2   | Voorjekijkendoorlopen                       | 4:41   |                 |
| 3   | Watskeburt?!                                | 6:16   |                 |
| 4   | Watskebourbon                               | 0:16   |                 |
| 5   | Nog Lang Niet                               | 5:08   |                 |
| 6   | 't Gaat Te Fur                              | 6:30   | Aila            |
| 7   | Echte Hiphop                                | 0:49   |                 |
| 8   | Voor Jou                                    | 7:09   |                 |
| 9   | De Stofzuiger                               | 5:58   |                 |
| 10  | Willie Wartaal Is een Baas (Banne 2 Anthem) | 3:16   | Mella Mel       |
| 11  | Echte Echte Hiphop                          | 1:39   |                 |
| 12  | Pijpjes (Pop Pop)                           | 3:46   |                 |
| 13  | Drie Keer Niks                              | 2:06   |                 |
| 14  | So Duits                                    | 3:31   |                 |
| 15  | Ik Wil Me Lekkevoele                        | 1:16   |                 |
| 16  | Shit Is aan Pt.1                            | 0:37   |                 |
| 17  | Shit Is aan Pt.2                            | 4:17   |                 |
| 18  | Hou het Straat                              | 0:40   |                 |
| 19  | Bekkie                                      | 3:59   |                 |
| 20  | Beter Dan het Beste Album Ooit              | 2:54   |                 |

## Uitgaven
Cd-edities
| Druk | Jaar | Drager    | Label                 |
| ---- | ---- | --------- | --------------------- |
| 1e   | 2005 | karton cd | Top Notch / PIAS      |
| 2e   | 2008 | karton cd | Top Notch / Universal |

## Hitnotering
| Album met eventuele hitnotering(en) in de Nederlandse Album Top 100 | Datum van verschijnen | Datum van binnenkomst | Hoogste positie | Aantal weken | Opmerkingen |
| ------------------------------------------------------------------- | --------------------- | --------------------- | --------------- | ------------ | ----------- |
| Parels voor de Zwijnen                                              | 07-10-2005            | 08-10-2005            | 58              | 5            |             |

| "Parels voor de Zwijnen" in de Album Top 100 - binnen: 8 oktober 2005 | "Parels voor de Zwijnen" in de Album Top 100 - binnen: 8 oktober 2005 | "Parels voor de Zwijnen" in de Album Top 100 - binnen: 8 oktober 2005 | "Parels voor de Zwijnen" in de Album Top 100 - binnen: 8 oktober 2005 | "Parels voor de Zwijnen" in de Album Top 100 - binnen: 8 oktober 2005 | "Parels voor de Zwijnen" in de Album Top 100 - binnen: 8 oktober 2005 | "Parels voor de Zwijnen" in de Album Top 100 - binnen: 8 oktober 2005 |
| Week                                                                  | 1                                                                     | 2                                                                     | 3                                                                     | 4                                                                     | 5                                                                     | 6                                                                     |
| --------------------------------------------------------------------- | --------------------------------------------------------------------- | --------------------------------------------------------------------- | --------------------------------------------------------------------- | --------------------------------------------------------------------- | --------------------------------------------------------------------- | --------------------------------------------------------------------- |
| Nummer                                                                | 58                                                                    | 58                                                                    | 59                                                                    | 78                                                                    | 91                                                                    | Uit                                                                   |

## Singles
Voordat het album uitkwam zijn de Singles Watskeburt?! en Voorjekijkendoorlopen al uitgekomen. Daarna kwam De Stofzuiger nog uit.
| Single met eventuele hitnotering(en) in de Nederlandse Top 40 | Datum van verschijnen | Datum van binnenkomst | Hoogste positie | Aantal weken | Opmerkingen |
| ------------------------------------------------------------- | --------------------- | --------------------- | --------------- | ------------ | ----------- |
| Watskeburt?!                                                  | 16-05-2005            | 04-06-2005            | 1(3wk)          | 15           |             |
| Voorjekijkendoorlopen                                         | 2005                  | 27-08-2005            | tip5            | -            |             |

| Single met hitnotering(en) in de Vlaamse Ultratop 50 | Datum van verschijnen | Datum van binnenkomst | Hoogste positie | Aantal weken | Opmerkingen |
| ---------------------------------------------------- | --------------------- | --------------------- | --------------- | ------------ | ----------- |
| Watskeburt?!                                         | 2005                  | 02-07-2005            | 15              | 16           |             |

| Jaar | Single                | Album                  | Positie   | Positie    | Positie               |
| Jaar | Single                | Album                  | NL Top 40 | NL Top 100 | Belgische Ultratop 50 |
| ---- | --------------------- | ---------------------- | --------- | ---------- | --------------------- |
| 2005 | Watskeburt?!          | Parels voor de Zwijnen | 1         | 1          | 15                    |
| 2005 | Voorjekijkendoorlopen | Parels voor de Zwijnen | Tip5      | 40         | -                     |
| 2006 | De Stofzuiger         | Parels voor de Zwijnen | -         | -          | -                     |

### Clips
- 2005
  - Watskeburt?!
  - Voorjekijkendoorlopen
- 2006
  - De Stofzuiger
- 2007
  - Voor Jou
- 2009
  - Nog lang Niet

## Prijzen en nominaties
In 2006 werd het album genomineerd bij de Urban Awards voor Beste Album.